# Championnat d'Afrique féminin de basket-ball des moins de 16 ans 2021
Navigation
Rwanda 2019 Tunisie 2023
Le championnat d'Afrique féminin de basket-ball des moins de 16 ans 2021 se déroule au Caire en Égypte du 7 au 15 août 2021. Il s'agit de la septième édition de la compétition, instaurée en 2009.

## Équipes participantes

### Qualifications
6 équipes, issues des différentes zones de qualification du Championnat d'Afrique U16, sont qualifiées pour cette compétition.
| Mode de qualification                                  | Places | Nations qualifiées |
| ------------------------------------------------------ | ------ | ------------------ |
| Hôte du championnat d'Afrique U16 2021                 | 1      | Égypte             |
| Qualifications Championnat d'Afrique U16 2021 (Zone 1) | 1      | Algérie            |
| Qualifications Championnat d'Afrique U16 2021 (Zone 2) | 1      | Mali               |
| Qualifications Championnat d'Afrique U16 2021 (Zone 4) | 2      | Gabon Tchad        |
| Qualifications Championnat d'Afrique U16 2021 (Zone 5) | 1      | Ouganda            |

## Rencontres

### Premier tour
Légende des classements
- Qualifié pour les demi-finales

| Rang | Équipe  | Pts | J | G | P | Pp  | Pc  | Diff |  | Résultats (dom.\ext.) |   |       |        |       |       |        |
| ---- | ------- | --- | - | - | - | --- | --- | ---- |  | --------------------- | - | ----- | ------ | ----- | ----- | ------ |
| 1    | Égypte  | 10  | 5 | 5 | 0 | 440 | 106 | 334  |  | Égypte                |   | 66-56 | 101-23 | 89-17 | 20-0  | 164-10 |
| 2    | Mali    | 9   | 5 | 4 | 1 | 483 | 132 | 351  |  | Mali                  | - |       | 104-18 | 92-12 | 78-22 | 153-14 |
| 3    | Algérie | 8   | 5 | 3 | 2 | 193 | 297 | -104 |  | Algérie               | - | -     |        | 46-44 | 33-30 | 73-18  |
| 4    | Ouganda | 7   | 5 | 2 | 3 | 182 | 291 | -109 |  | Ouganda               | - | -     | -      |       | 56-39 | 53-25  |
| 5    | Tchad   | 6   | 5 | 1 | 4 | 175 | 216 | -41  |  | Tchad                 | - | -     | -      | -     |       | 84-29  |
| 6    | Gabon   | 5   | 5 | 0 | 5 | 96  | 527 | -431 |  | Gabon                 | - | -     | -      | -     | -     |        |

### Tableau final
|  | Demi-finales | Demi-finales | Demi-finales | Demi-finales |                               |        | Finale       | Finale       | Finale       | Finale       |
|  |              |              |              |              |                               |        |              |              |              |              |
|  | 14 août 2021 | 14 août 2021 | 14 août 2021 | 14 août 2021 |                               |        | 15 août 2021 | 15 août 2021 | 15 août 2021 | 15 août 2021 |
|  | 1            | Égypte       | 119          | 119          |                               |        | 15 août 2021 | 15 août 2021 | 15 août 2021 | 15 août 2021 |
|  | 1            | Égypte       | 119          | 119          |                               |        | 15 août 2021 | 15 août 2021 | 15 août 2021 | 15 août 2021 |
|  | 4            | Ouganda      | 42           | 42           |                               |        | 15 août 2021 | 15 août 2021 | 15 août 2021 | 15 août 2021 |
|  | 4            | Ouganda      | 42           | 42           | Égypte                        | Égypte | 65           | 65           |              |              |
|  | 14 août 2021 |              |              |              | Égypte                        | Égypte | 65           | 65           |              |              |
|  |              |              | Mali         | Mali         | 68                            | 68     |              |              |              |              |
|  | 2            | Mali         | Mali         | Mali         | 68                            | 68     | 79           | 79           |              |              |
|  | 2            | Mali         |              |              |                               |        |              | 79           |              |              |
|  | 3            | Algérie      | 14           | 14           |                               |        |              |              |              |              |
|  | 3            | Algérie      | 14           | 14           | Match pour la troisième place |        |              |              |              |              |
|  |              |              |              |              |                               |        |              |              |              |              |
|  | 15 août 2021 |              |              |              |                               |        |              |              |              |              |
|  | Ouganda      | Ouganda      | 51           | 51           |                               |        |              |              |              |              |
|  | Ouganda      | Ouganda      | 51           | 51           |                               |        |              |              |              |              |
|  | Algérie      | Algérie      | 53           | 53           |                               |        |              |              |              |              |
|  | Algérie      | Algérie      | 53           | 53           |                               |        |              |              |              |              |

## Classement final
| Place                       | Équipe  | Vict.-Déf. |
| --------------------------- | ------- | ---------- |
| Médaille d'or, Afrique      | Mali    | 6 - 1      |
| Médaille d'argent, Afrique  | Égypte  | 6 - 1      |
| Médaille de bronze, Afrique | Algérie | 4 - 3      |
| 4                           | Ouganda | 2 - 5      |
| 5                           | Tchad   | 1 - 4      |
| 6                           | Gabon   | 0 - 5      |

- Qualification pour la Coupe du Monde U17 2022

## Leaders statistiques

### Points
| Place | Nom                  | Équipe | PPM  |
| ----- | -------------------- | ------ | ---- |
| 1     | Jana El Alfy         | Égypte | 18,7 |
| 2     | Rokiatou Berthe      | Mali   | 17,6 |
| 3     | Mable Doumbia        | Mali   | 14,0 |
| 4     | Denise Naldjim Moïse | Tchad  | 13,8 |
| 5     | Judy El Shebshery    | Égypte | 12,2 |

### Rebonds
| Place | Nom               | Équipe | RPM  |
| ----- | ----------------- | ------ | ---- |
| 1     | Raissa Yanyara    | Tchad  | 12,8 |
| 2     | Jana El Alfy      | Égypte | 10,3 |
| 3     | Alimata Coulibaly | Mali   | 10,0 |
| 4     | Mariam Sarr       | Mali   | 8,9  |
| 5     | Fatoumata Samaké  | Mali   | 8,0  |

### Passes décisives
| Place | Nom                | Équipe | PDPM |
| ----- | ------------------ | ------ | ---- |
| 1     | Aminata Samassekou | Mali   | 5,1  |
| 2     | Salma Hassan       | Égypte | 4,8  |
| 2     | Sarah Metwally     | Égypte | 4,8  |
| 4     | Mable Doumbia      | Mali   | 4,7  |
| 5     | Raissa Yanyara     | Tchad  | 4,3  |

### Contres
| Place | Nom              | Équipe | CPM |
| ----- | ---------------- | ------ | --- |
| 1     | Raissa Yanyara   | Tchad  | 4,3 |
| 2     | Hana Abdelaal    | Égypte | 2,0 |
| 3     | Jana El Alfy     | Égypte | 1,7 |
| 4     | Jana Sallman     | Égypte | 1,5 |
| 5     | Fatoumata Samaké | Mali   | 1,4 |

### Interceptions
| Place | Nom                  | Équipe | IPM |
| ----- | -------------------- | ------ | --- |
| 1     | Aminata Samassekou   | Mali   | 6,9 |
| 1     | Mariam Sarr          | Mali   | 6,9 |
| 3     | Nadjihoi Chantal     | Tchad  | 5,8 |
| 4     | Denise Naldjim Moïse | Tchad  | 4,8 |
| 5     | Salma Hassan         | Égypte | 4,5 |

### Évaluation
| Place | Nom                | Équipe | EPM  |
| ----- | ------------------ | ------ | ---- |
| 1     | Mariam Sarr        | Mali   | 23,1 |
| 2     | Jana El Alfy       | Égypte | 22,8 |
| 3     | Salma Hassan       | Égypte | 17,2 |
| 4     | Jana Sallman       | Égypte | 15,2 |
| 5     | Aminata Samassekou | Mali   | 14,9 |

## Récompenses
MVP de la compétition (meilleure joueuse) Rokiatou Berthe
Meilleur cinq de la compétition
- Sarah Metwally
- Hana Abdelaal
- Rokiatou Berthe
- Alimata Coulibaly
- Jana El Alfy